# Leon Litwack
Leon Frank Litwack (né le 2 décembre 1929 à Santa Barbara et mort le 5 août 2021 à Berkeley) est un historien américain. 
Il est spécialisé dans l'histoire de l'esclavage, de la Reconstruction, et de ses conséquences pour le XXe siècle. Il remporte le National Book Award, le Prix Pulitzer d'histoire, et le Prix Francis Parkman en 1980 pour son livre Been In the Storm So Long: The Aftermath of Slavery. Il a également été récipiendaire d'une bourse Guggenheim.
Il prend sa retraite de Berkeley en 2007. Il poursuit cependant son travail en donnant une série de conférences aux États-Unis, et publie en 2009 How Free Is Free?: The Long Death of Jim Crow.

## Biographie
Leon Litwack naît à Santa Barbara, en Californie, en 1929. Il obtient son B. A. en 1951 et son doctorat en 1958, à Berkeley. Il enseigne un temps à l'université du Wisconsin, à l'université de Caroline du Sud, et au Colorado College.
Son intérêt pour l'histoire est déclenché selon lui par la lecture de The Growth of the American Republic, écrit par Samuel Eliot Morison et Henry Steele Commager, et publié en 1930. Il est amené à lire l'ouvrage de W. E. B. Du Bois intitulé Black Reconstruction. Vers ses 17 ans, il présente à son professeur d'histoire une réfutation des théories du manuel scolaire d'histoire américaine portant sur la Reconstruction, en s'appuyant sur ces ouvrages.
L'historien Michael Les Benedict précise que Leon Litwack a, à travers ses travaux, montré comment le gouvernement fédéral, de par son fort soutien à l'esclavage, a conduit à un traitement « honteux » des Afro-Américains libres vivant aux États-Unis, selon l'analyse qu'il tire de l'ouvrage de Litwack intitulé North of Slavery: The Negro in the Free States, 1790-1860.
De 1964 à 2007, Leon Litwack enseigne à Berkeley, où il enseigne l'histoire des États-Unis (chaire Alexander F. and May T. Morrison), ayant au cours de sa carrière plus de 30 000 étudiants au sein de ses cours. Il s'est surtout concentré sur la période postérieure à la Guerre de Sécession. Il prend sa retraite en mai 2007.
Litwack est président de l'Organization of American historians de 1986 à 1987 Il a reçu deux éminents prix dans l'enseignement. Aussi, il remporte le Golden Apple Award pour son travail d'enseignant à Berkeley en 2007, remis par l'Associated Students of the University of California.
Il produit en 1971 le documentaire To Look for America, avec l'aide de subventions « NEH » (National Endowment for the Humanities).
Son ouvrage sur la Reconstruction, intitulé Been in the Storm So Long, est publié en 1979. Il remporte le prix Pulitzer d'histoire et le prix Francis Parkman en 1980. L'année suivante, la première édition en livre de poche de l'ouvrage remporte un National Book Award.
Il poursuit plus tard ses travaux sur les relations entre les groupes raciaux au début du XXe siècle avec Trouble in Mind (1998) et How Free Is Free?: The Long Death of Jim Crow (The Nathan I. Huggins Lectures), qui étudie plus en détail les relations interraciales dans les années 1930, dans le Sud des États-Unis, et plus particulièrement la situation des Afro-Américains dans cette zone.
il a donné en outre de nombreux cycles de conférences au sein de l'Organization of American historians, sur différents sujets, comme Pearl Harbor, les relations interculturelles américaines, comment devenir un historien, l'histoire culturelle et sociétale entre 1945 et 1970, ou encore le Civil Rights Movement.
Il est élu membre de l'American Antiquarian Society en 1984.
Leon Frank Litwack meurt le 5 août 2021 à Berkeley en Californie à l'âge de 91 ans des suites du cancer de la vessie.

## Publications

### Ouvrages
- North of Slavery: The Negro in the Free States, 1790-1860 (University of Chicago Press, 1961)
- The American Labor Movement by Leon Litwack (1962)  (ISBN 0-671-62827-5)
- Been in the Storm So Long: The Aftermath of Slavery. (1979)
- Trouble In Mind: Black Southerners in the Age of Jim Crow (Alfred A. Knopf, 1998)
- Without Sanctuary: Lynching Photography in America, avec Hilton Als, Jon Lewis, Leon F. Litwack et James Allen (Twin Palms Publishers, 2000)  (ISBN 0-944092-69-1)
- The Harvard Guide to African-American History, edited by Evelyn Brooks Higginbotham, Darlene Clark Hine and Leon F. Litwack (Harvard Univ Press, 2001)  (ISBN 0-674-00276-8)
- How Free Is Free?: The Long Death of Jim Crow. The Nathan Huggins (en) Lectures (Harvard University Press, 2009)  (ISBN 978-0-674-03152-4)

### Articles
- « The Blues Keep Falling », in Ethnic Notions: Black Images in the White Mind (Berkeley Art Center, 1982).
- « Hellhound on My Trail: Race Relations in the South from Reconstruction to the Civil Rights Movement », in Opening Doors: Perspectives on Race Relations in Contemporary America (Tuscaloosa: University of Alabama Press, 1991), 3-25.
- « Telling the Story: The Historian, the Film Maker, and the Civil War », in Robert B. Toplin (ed.), Ken Burns' Civil War: The Historians' Response (Oxford University Press, 1995).
- « The Making of a Historia », in Paul A. Cimbala and Robert F. Himmelberg, Historians and Race: Autobiography and the Writing of History (Bloomington, 1996).
- « Pearl Harbor Blues », Regards Croisés Sur Les Afro-Américains / Cross Perspective on African Americans (Université François-Rabelais de Tours, France, 2003), 303-318.

### Filmographie
- To Look for America (1971)